# 兴隆镇 (巴彦县)
兴隆镇是中国黑龙江省哈尔滨市巴彦县下辖的一个镇，位于巴彦县北部。

## 行政区划
现辖：
花园社区、振兴社区、得权社区、繁荣社区、铁西社区、铁东社区、文化社区、胜利社区、育才社区、育德社区、庆隆村、福合村、兴乐村、民权村、建华村、民主村、隆青村和中兴村。